# Ordonnance de Blois (1579)
Pour la première ordonnance promulguée à Blois en 1498-1499 par Louis XII, voir Ordonnance de Blois (1498).
 (février 2022).
L'Ordonnance de Blois, promulguée en 1579 par Henri III, contient de nombreuses dispositions concernant la police générale du royaume ; elle est une étape fondamentale du droit public français. 
Elle concerne le droit privé, chose rare à l’époque, mais dans un domaine voisin de l’ordre public : elle impose en effet des normes sur les mariages, en particulier la tenue par les curés d’un registre des mariages ; elle institue aussi le registre des sépultures. 
Elle concerne par ailleurs l'organisation de la justice, des offices, de l'Université et des hôpitaux.

## État civil
Jusqu’au XVIe siècle, l’Église catholique estimait qu’un mariage était valable dès lors qu’il y avait eu consentement. Cette doctrine n'a jamais favorisé ni la bigamie, ni les mariages consanguins, en raison des règlements qui existaient et existent encore interdisant un second mariage, ou un mariage entre cousins. Les mariages clandestins, qui étaient le fait de mineurs se mariant sans l'accord de leurs parents, la majorité étant alors fixée à 25 ans pour les femmes et à 30 ans pour les hommes, étaient valides du point de vue du droit canon. 
Le concile de Trente (Italie, 1563), tenu en réaction à la Réforme, a édicté quelques règles nouvelles de validité des mariages ; par exemple, ceux-ci devaient être célébrés en présence d’un curé compétent et de deux témoins (décret Tametsi). 
L’article 181 de l'ordonnance de Blois exige quatre témoins, le consentement des parents et la retranscription sur un registre. Le mariage est désormais obligatoirement un acte solennel et public, célébré après la publication des bans (annonce publique du mariage quelques jours avant la cérémonie). Cette procédure vise à limiter les mariages clandestins, mais aussi à empêcher les mariages mixtes entre catholiques et protestants[réf. nécessaire].
Elle confirme l'ordonnance de Villers-Cotterêts en ce qui concerne l'obligation de tenir des registres des baptêmes et ordonne aussi la tenue de registres des sépultures.